# Championnat d'Amérique du Sud féminin de volley-ball des moins de 20 ans
Le championnat d'Amérique du Sud féminin de volley-ball des moins de 20 ans est une compétition sportive internationale de volley-ball. Il est organisé par la Confédération sud-américaine de volley-ball (CSV). Il a été créé en 1972. Il se déroule tous les deux ans depuis 1972. Les équipes sont composées de femmes âgées de vingt ans ou moins.

## Palmarès
| Année | Lieu                  | Champion | Finaliste | Troisième | Quatrième |
| ----- | --------------------- | -------- | --------- | --------- | --------- |
| 1972  | Rio de Janeiro        | Brésil   | Pérou     | Argentine | Chili     |
| 1974  | Mendoza               | Brésil   | Pérou     | Argentine | Paraguay  |
| 1976  | La Paz                | Brésil   | Pérou     | Argentine | Bolivie   |
| 1978  | Rio de Janeiro        | Brésil   | Pérou     | Argentine | Paraguay  |
| 1980  | Rancagua              | Pérou    | Brésil    | Argentine | Chili     |
| 1982  | Santa Fé              | Pérou    | Brésil    | Argentine | Chili     |
| 1984  | Iquitos               | Brésil   | Pérou     | Colombie  | Argentine |
| 1986  | São Paulo             | Pérou    | Brésil    | Argentine | Venezuela |
| 1988  | Caracas               | Pérou    | Brésil    | Argentine | Venezuela |
| 1990  | San Miguel de Tucumán | Brésil   | Pérou     | Argentine | Venezuela |
| 1992  | La Paz                | Brésil   | Argentine | Pérou     | Bolivie   |
| 1994  | Medellín              | Brésil   | Argentine | Pérou     | Colombie  |
| 1996  | Caracas               | Brésil   | Argentine | Pérou     | Colombie  |
| 1998  | Santa Fé              | Brésil   | Argentine | Pérou     | Venezuela |
| 2000  | Medellín              | Brésil   | Argentine | Venezuela | Pérou     |
| 2002  | La Paz                | Brésil   | Venezuela | Argentine | Pérou     |
| 2004  | La Paz                | Brésil   | Argentine | Venezuela | Bolivie   |
| 2006  | Caracas               | Brésil   | Argentine | Venezuela | Pérou     |
| 2008  | Lima                  | Brésil   | Venezuela | Pérou     | Argentine |
| 2010  | Envigado/Itagüí       | Brésil   | Pérou     | Venezuela | Colombie  |
| 2012  | Lima                  | Brésil   | Pérou     | Colombie  | Chili     |
| 2014  | Barrancabermeja       | Brésil   | Pérou     | Argentine | Chili     |
| 2016  | Uberaba               | Brésil   | Argentine | Pérou     | Uruguay   |
| 2018  | Lima                  | Brésil   | Argentine | Pérou     | Chili     |
| 2022  | Cajamarca             | Brésil   | Argentine | Colombie  | Pérou     |
| 2024  | Osorno                | Brésil   | Argentine | Chili     | Colombie  |

## Tableau des médailles
| Rang | Pays      | Médaille d'or | Médaille d'argent | Médaille de bronze | Total |
| 1    | Brésil    | 22            | 4                 | 0                  | 26    |
| 2    | Pérou     | 4             | 9                 | 7                  | 20    |
| 3    | Argentine | 0             | 11                | 11                 | 22    |
| 4    | Venezuela | 0             | 2                 | 4                  | 6     |
| 5    | Colombie  | 0             | 0                 | 3                  | 3     |
| 6    | Chili     | 0             | 0                 | 1                  | 1     |

## Meilleures joueuses par tournoi
- 2004 –  Regiane Bidias
- 2006 –  Betina Schmidt
- 2008 –  Ivna Marra
- 2010 –  Gabriela Souza
- 2012 –  Diana Arrechea
- 2014 –  Drussyla Costa
- 2016 –  Lorrayna Marys
- 2018 –  Victoria Mayer
- 2022 –  Helena Wenk
- 2024 –  Rebeca Borges